# 天使之卵 (動畫)
《天使之卵》是由日本導演押井守和插畫家天野喜孝合作的OVA動畫作品。德間書店於1985年發行，並於2007年以DVD形式再版。
1988年的澳洲電影《In the Aftermath》也借用了本作部分影像。

## 劇情
「天使之卵」架構在一個充滿陰影和灰暗色彩的超現實主義世界中，劇情的主角是兩個沒有提及名字的少年與少女。
少女隨身帶著一顆神秘的蛋，她花許多的時間在某個歌德式的死城裡蒐集各式瓶子與手工藝品。身上背著一把十字型武器的少年在某天也隨著一種神祕的機械來到這個城鎮。
同時，巨大腔棘魚的身影在城鎮上方出現，城市裡的人也成群的活過來開始用長槍獵捕這些魚群。
在少女如巨穴般的瓶子中，就像個庇護所一般，裡面收藏著蒐藏品。少年等少女入睡後將那顆神祕的蛋打破。
少女表現得很生氣並緊跟著已經離開的少年。最後少女沉入了溪谷中死去，她口中吐出來的氣泡最後都化作了一顆顆的蛋。

## 登場人物
少女（配音：兵藤真子）
年輕的女孩所描繪的是灰暗世界裡的那一份純真。她居住在被遺棄的世界裡，並守護著那顆神祕的蛋。
少年（配音：根津甚八）
少年所表徵的是一種如救世主(或是反救世主)的形象。身背十字形的物體，雙手纏繞著繃帶。見到少女的第一眼曾試著去保護她，最後卻偷走了少女一心保護的蛋。
旁白（配音：野田圭一）

## 關聯書籍
- 中文
- 日本動畫五天王 大塊文化 ISBN 986-7291-91-3 傻呼嚕同盟

- 英文
- Stray Dog of Anime: The Films of Mamoru Oshii. New York: Palgrave Macmillan. ISBN 978-1-4039-6334-5 Ruh, Brian. 2004.

- 日文
- 天使のたまご 少女季 ISBN 4-19-861802-X 天野喜孝（絵） あらきりつこ、押井守（文）
- THE ART OF 天使のたまご 増補改訂版 ISBN 4-19-810009-8
- 天使のたまご'（アニメージュ文庫） ISBN 4-19-669549-3
- 天使のたまご絵コンテ集 ISBN 4-19-720230-X